# Florian Müller
Florian Lorenz Müller (Saarlouis, 13 november 1997) is een Duits voetballer die speelt als doelman. In juli 2023 verruilde hij VfB Stuttgart voor SC Freiburg.

## Clubcarrière
Müller speelde in de jeugd van FV Lebach en kwam via 1. FC Saarbrücken in 2013 in de opleiding van Mainz 05 terecht. Hier kwam de doelman begin 2016 in het belofteteam terecht, destijds acterend in de 3. Liga. Zijn debuut maakte hij op 2 april 2016, toen hij op bezoek bij Chemnitzer FC de vaste doelman Jannik Huth onder de lat verving. Dit duel ging met 5–1 verloren. Op 3 maart 2018 debuteerde Müller in het eerste elftal van Mainz. Bij afwezigheid van René Adler en Robin Zentner mocht Müller van coach Sandro Schwarz beginnen tegen Hamburger SV. Hij keerde vijf schoten dit duel en stopte een halfuur voor tijd een strafschop van Filip Kostić. Hierdoor hield hij Mainz op 0–0 in dit duel. Gedurende het seizoen 2018/19 kwam Müller tot vierentwintig competitieoptredens. De jaargang erna was dit net iets meer dan de helft daarvan.
Medio 2020 werd hij voor een jaar verhuurd aan SC Freiburg waar hij de in de voorbereiding geblesseerd geraakte Mark Flekken verving. Bij Freiburg was hij eerste doelman tot drie wedstrijden voor het einde van de competitie toen de herstelde Flekken zijn positie weer innam. Müller verkaste in juli 2021 voor een bedrag van circa vijf miljoen euro naar VfB Stuttgart, waar hij zijn handtekening zette onder een verbintenis voor de duur van vier seizoenen. Twee jaar later verkaste Müller voor zo'n anderhalf miljoen euro naar SC Freiburg waar hij eerder al op huurbasis speelde.

## Clubstatistieken
| Seizoen | Club          | Competitie   | Competitie | Competitie | Beker | Beker | Internationaal | Internationaal | Totaal | Totaal |
| Seizoen | Club          | Competitie   | Wed.       | Dlp.       | Wed.  | Dlp.  | Wed.           | Dlp.           | Wed.   | Dlp.   |
| ------- | ------------- | ------------ | ---------- | ---------- | ----- | ----- | -------------- | -------------- | ------ | ------ |
| 2015/16 | Mainz 05 II   | 3. Liga      | 2          | 0          | —     | —     | —              | —              | 2      | 0      |
| 2016/17 | Mainz 05 II   | 3. Liga      | 18         | 0          | —     | —     | —              | —              | 18     | 0      |
| 2017/18 | Mainz 05 II   | Regionalliga | 8          | 0          | —     | —     | —              | —              | 8      | 0      |
| 2017/18 | Mainz 05      | Bundesliga   | 5          | 0          | 0     | 0     | —              | —              | 5      | 0      |
| 2018/19 | Mainz 05      | Bundesliga   | 24         | 0          | 1     | 0     | —              | —              | 25     | 0      |
| 2019/20 | Mainz 05      | Bundesliga   | 13         | 0          | 1     | 0     | —              | —              | 14     | 0      |
| 2020/21 | → SC Freiburg | Bundesliga   | 31         | 0          | 0     | 0     | —              | —              | 31     | 0      |
| 2021/22 | VfB Stuttgart | Bundesliga   | 30         | 0          | 0     | 0     | —              | —              | 30     | 0      |
| 2022/23 | VfB Stuttgart | Bundesliga   | 19         | 0          | 3     | 0     | —              | —              | 22     | 0      |
| 2023/24 | SC Freiburg   | Bundesliga   | 0          | 0          | 1     | 0     | 0              | 0              | 1      | 0      |
| 2024/25 | SC Freiburg   | Bundesliga   | 2          | 0          | 2     | 0     | —              | —              | 4      | 0      |
| Totaal  | Totaal        | Totaal       | 152        | 0          | 8     | 0     | 0              | 0              | 160    | 0      |

Bijgewerkt op 15 november 2024.